# M.E.
M.E. lub ME (eMbluh Eleh) – indonezyjski boysband założony w 1997 roku.
W skład grupy wchodziło pięciu muzyków: Denny, Didan, Iravan, Ferry i Widi.
Dwukrotnie wygrali festiwal muzyczny Festival Vokal Grup Priangan (1990, 1991). Ich największym sukcesem był przebój „Inikah Cinta”, który stał się jednym z najpopularniejszych indonezyjskich utworów lat 90. XX wieku.

## Dyskografia
| Rok  | Album   |
| ---- | ------- |
| 1997 | M.E     |
| 1998 | Terbuka |